# (1383) Limburgia
(1383) Limburgia est un astéroïde de la ceinture principale, découvert le 9 septembre 1934 par Hendrik van Gent à Johannesburg. Ses désignations temporaires sont 1934 RV, 1929 UQ, 1929 VJ et A923 PA.
Le nom de l’astéroïde est dérivé du nom latin des provinces néerlandaises et belges du Limbourg.